# Istituto di astrofisica spaziale e fisica cosmica di Milano
L'Istituto di astrofisica spaziale e fisica cosmica di Milano (IASF-Mi) è uno degli istituti già parte del CNR (Consiglio Nazionale delle Ricerche) oggi parte dell'Istituto nazionale di astrofisica (INAF).
È attivo nello studio dell'universo attraverso osservazioni dallo spazio e da terra in tutte le bande dello spettro elettromagnetico, dalle onde radio ai raggi gamma. L'attività dell'Istituto comprende la partecipazione a progetti nazionali e internazionali, l'analisi e interpretazione dei dati ottenuti dalle osservazioni, nonché la progettazione e la realizzazione di rivelatori, elettronica e software astronomico.

## Storia
L’origine dell'Istituto è un gruppo di ricerca attivo sin dai primi anni ’60 nel Dipartimento di Fisica dell’Università di Milano. Il gruppo era guidato da “Beppo” Occhialini e “Connie” Dilworth e comprendeva Livio Scarsi, Gianni Degli Antoni, Giuliano Boella, Giuseppe Cesare Perola, Giorgio Sironi, Oberto Citterio. Poteva contare su un laboratorio di elettronica ed un'officina meccanica, entrambi con ottimi tecnici per costruire strumenti da far volare su palloni e piccoli razzi per studiare I raggi cosmici. Con l’avvento dell’era spaziale e dell’opportunità di mettere gli strumenti a bordo dei primi satelliti europei, il gruppo si ingrandì e gli interessi scientifici si ampliarono fino ad includere gli elettroni ed i positroni cosmici, i raggi gamma, i neutroni solari, le radiosorgenti e l’informatica, ai quali presto si aggiunsero osservazioni nell’UV, nell’IR e nel visibile, il tutto di pari passo con sviluppi tecnologici.
La componente elettronica dei raggi cosmici fu studiata con due esperimenti a bordo dei satelliti europei HEOS-1 e HEOS-2: S79 e S-209. I principali risultati scientifici riguardarono l’accelerazione e la propagazione degli elettroni nella corona solare e durante I brillamenti solari. I raggi gamma furono studiati con S88, un esperimento a bordo di un altro satellite europeo, TD-1, la cui camera a scintilla sarebbe diventata il prototipo di quella che volò su COS-B.
Per tutti gli anni ’70, le principali caratteristiche del gruppo erano la presenza di ricercatori stranieri come John Bland, Constantinos Paizis, Anthony Dean, e Martin Turner, le collaborazioni internazionali, principalmente con Saclay e lo MPE, e le affiliazioni dei componenti che andavano dall’università, al INFN e al CNR. Con il coinvolgimento in parecchi progetti su palloni e nello spazio si presentò la necessità di disporre di più spazio di quello che il Dipartimento di Fisica poteva mettere a disposizione e di poter assumere giovani laureati: la soluzione si presentò con l’istituzione da parte del CNR del Laboratorio di Fisica Cosmica e Tecnologie Relative (LFCTR). Nel frattempo si cercava una nuova sede e quando fu finalmente individuata in via Bassini, Beppo e Connie si ritirarono e Giuliano Boella fu nominato Direttore del LFCTR, che nel frattempo era diventato un Istituto (IFCTR).
Nanni Bignami scoprì un’intrigante sorgente di raggi gamma che chiamò Geminga mentre COS-B produceva la mappa del piano galattico in raggi gamma.
Riccardo Giacconi (che era stato uno studente di Beppo) fece visita e invitò l'istituto a sottoporre proposte di osservazione allo Einstein Guest Observer Program: Dario Maccagni con Massimo Tarenghi scoprirono una nuova classe di sorgenti di raggi X, gli oggetti BL Lac, di cui si studiarono gli spettri d’energia e la variabilità temporale. In seguito questo primo campione di sei oggetti fu allargato usando il tempo garantito su Exosat.
Gli anni ’80 videro importanti progressi in astronomia gamma ed X COS-B, Exosat, XMM, BeppoSax ed in informatica. In quegli anni Guido Chincarini divenne direttore dell’Osservatorio di Brera e quando Enrico Tanzi fu a sua volta nominato direttore dell’IFCTR si crearono forti legami fra le due istituzioni. Arrivarono molti nuovi ricercatori all’IFCTR, in un primo tempo Patrizia Caraveo e Lucio Chiappetti, quindi Sandro Mereghetti, Bianca Garilli, Monica Alderighi e Marco Bersanelli. In collaborazione con Sironi, Bersanelli diede il via alle ricerche sulla CMB in seno all’Istituto, in vista di quello che sarebbe poi diventato Planck.
Quando l’Italia entrò in ESO e le ottiche attive dovevano essere il valore aggiunto alla costruzione di NTT, Citterio e Mattaini progettarono e realizzarono il sistema di attuatori del prototipo dello specchio di 1 metro di diametro, specchio che ora si trova al Deutsche Museum di Monaco.
Fu anche l’epoca dei grandi esperimenti in pallone realizzati da Francesco Perotti e Gabriele Villa: i raggi gamma degli AGN furono studiati con MISO (Milano-Southampton, anche noto come Gamma-10) lanciato più volte da Palestine, Texas e i raggi X duri di AGN e sistemi binari con una lunga serie di lanci di X-Pallas, lanciato sia da Palestine che da Trapani Milo.
Ci furono importanti sviluppi tecnologici con ricadute industriali: la tecnica di elettroformatura per produrre gli specchi ad incidenza radente dei raggi X e le antenne corrugate furono sviluppata nella nostra officina meccanica e poi passate alle industrie che avrebbero prodotto gli specchi diBeppoSax e le antenne di Planck LFI.
Per la fine degli anni ’90 l’astronomia X era al top con BeppoSax e XMM-Newton. In quegli stessi anni, l'istituto dava anche un importante contributo alla realizzazione dei satelliti per astronomia gamma INTEGRAL e Agile, lanciati rispettivamente nel 2002 e 2007 e tuttora pienamente operativi. Nello stesso tempo, la partecipazione alle prime redshift surveys portarono da un lato allo sviluppo di softwareastronomico, e dall’altro in un ruolo importante nella costruzione di uno spettrografo multioogetto (VIMOS) e nelle surveys realizzate con questo strumento (VVDS Wide e Deep, zCosmos, VUDS, Vipers, e VANDELS). L’IFCTR, che era stato precedentemente unificato con altri tre Istituti del CNR a Bologna, Roma e Palermo, e diventato di nuovo indipendente come IASF Milano, era pronto a confluire nell’Istituto Nazionale di Astrofisica (INAF)nel 2005.

### Cronologia degli eventi
- fondato nel 1969 come LFCTR (Laboratorio di fisica cosmica e tecnologie relative) da Giuseppe Occhialini (i laboratori erano organi temporanei del CNR)
- nel 1978 diviene un organo permanente col nome di IFCTR (Istituto di fisica cosmica e tecnologie Relative)
- nel 1998 viene intitolato al suo fondatore come Istituto di fisica cosmica "Giuseppe Occhialini"
- nel 2002, diviene una sezione dello IASF (Istituto di astrofisica spaziale e fisica cosmica) che unifica quattro precedenti istituti CNR a Roma, Bologna, Palermo e Milano
- dal settembre 2005 a tutto il 2006 viene incorporato nell'INAF come struttura temporanea
- dal 2007 viene confermato quale struttura permanente dell'INAF[1]